# Национальный археологический музей (Тирана)
Тиранский археологический музей (алб. Muzeu Arkeologjik i Tiranës) — археологический музей в Тиране, столице Албании, на площади матери Терезы, в Колонном зале (Casa della Gioventù del Littorio Albanese — Доме Албанской ликторской молодежи, 1939—1940, итальянский архитектор Герардо Бозио). Он стал первым музеем, созданным в стране после Второй Мировой войны. Он был открыт в 1948 году как Музей археологии и этнографии (Muzeu Arkeologjik-Etnografik) и просуществовал в таком качестве до 1976 года, когда этнографическая коллекция была выделена и организован профильный археологический музей. Музей был реконструирован в 1957, 1976, 1982, 1985 и 1998 годах. Музей является специальным подразделением Академии албанологических исследований.
Музей представляет археологические исследования и открытия на территории современной Албании. Он является филиалом Института археологии Академии наук Албании. В музее представлены экспонаты от доисторических времён до османского периода. В число выставленных более 2000 предметов входят древние ювелирные украшения, римские статуи, огромные глиняные горшки, покрытые моллюсками, которые были найдены на различных раскопках, проводимых при участии Национального археологического музея. В фондах музея хранятся более 17 000 предметов. Он также является головным для ряда других албанских музеев, в том числе для Археологического музея Дурреса.
Музей обладает библиотекой в 7200 томов.

## Коллекция
2000 экспонатов, выставляемых в музее, принадлежат к следующим эпохам:
- Каменный век: от 100 000 до 2 000 года до н. э.
- Бронзовый век и Железный век: от 2000 до 800 года до н. э.
- Начало Иллирийской цивилизации: ок. 1000 г. до н. э.
- Иллирийские древности: от 1000 г. до н. э. до 100 г. н. э.
- Римская и Византийская цивилизации в Албании: от 100 до 600 года нашей эры
- Албания в эпоху Средневековья и османского владычества в Албании: от 600 до обретения независимости в 1912 году